# 國立臺東大學附屬體育高級中學
國立臺東大學附屬體育高級中學，簡稱臺東體中、東大附體、東大體中，位於臺灣臺東縣臺東市。1995年創校，當時為「國立臺東體育實驗高級中學」。

## 校史

### 大事紀
1989年11月，行政院及教育部函請國立體育學院進行籌設體育高中，擇定於台東縣台東市豐樂段和豐田段設校。1991年9月設立籌備處，並派林俊雄為籌備處主任。1995年7月1日，正式成立設校，校名為「國立臺東體育實驗高級中學」。2005年2月1日，教育部核定改隸為「國立臺東大學附屬體育高級中學」。9月招生新生區分為「體育組」及「競技組」，「體育組」以培育體育學術人才為目標；「競技組」以培育優秀運動選手為目標。

### 歷任校長
- 林俊雄：1995年7月－1999年9月
- 滕積善：1999年9月-2000年2月 職務代理校長
- 林鎮坤：2000年2月-2001年8月
- 鍾鳳蘭：2001年8月-2002年2月 職務代理校長
- 利志明：2002年2月－2006年1月31日
- 吳明灝：2006年2月1日－2007年8月1日（代理）
- 趙善權：2007年8月1日－2008年1月31日（代理）
- 黃惠信：2008年2月1日－2011年1月31日
- 梁忠銘：2011年2月1日--2012年7月31日
- 黃景裕：2012年8月1日－2014年7月31日
- 蔡俊彥：2014年8月1日－2016年7月31日
- 林鴻源：2016年8月1日--2019年7月31日
- 陳明志：2020年8月1日--現任

## 建築
一般建築
- 行政大樓
- 禮堂
- 宿舍（男生、女生、教職員，共5棟）
- 學生活動中心
- 污水處理場

教學大樓
- 電腦教室：國中、高中、圖書館，3間
- 實驗室：生物、化學、物理、地球科學，4間實驗室
- 專科教室：語言、軍護、國文科、數學科、社會科、音樂、美術、工藝、家政、原住民資源教室，等14間。

活動及訓練場地
- 主體育館
  - 2樓室內跑道
- 副體育館
  - 運動傷害防護中心
  - 重量訓練室
  - 韻律教室
  - 跆拳道館
  - 柔道館
  - 擊劍館
- 綜合球場（ 籃球、排球）
- 運動傷害防護中心
- 重量訓練室
- 舉重1館
- 舉重2館
- 射擊館
- 游泳館
- 高中棒球場
- 國中棒球場
- 網球場
- 射箭場
- 田徑場
- 探索教育場

## 校隊
- 一、田徑、柔道、跆拳、射箭、棒球：84年8月專項設項迄今。
- 二、游泳：84年8月(國、高中設項)，96.8(高中停招)；100.08(國中轉現代五項)。
- 三、桌球：88年8月(國、高中設項)，96年8月(國.高中停招)。
- 四、軟網：91年8月(高中設項)；92年8月(國中設項)。
- 五、擊劍：91年8月(高中設項)；92年8月(國中設項，102年8月停招)。
- 六、射擊：99年8月(國、高中設項)。
- 七、舉重：86年8月(高中設項)；100年8月(國中設項)。
- 八、現代五項：100.8月(國中設項)。
- 九、足球：105年8月(高中設項)；102年8月(國中設項)。
- 十、現有專長項目：田徑、柔道、現代五項、跆拳道、射擊、射箭、棒球、舉重、軟網、擊劍、女子足球等

## 外部連結
- 國立臺東大學附屬體育高級中學（页面存档备份，存于）
- [永久]